# Ардеу (Хунедоара)
Ардеу (рум. Ardeu) насеље је у Румунији у округу Хунедоара у општини Балша. Oпштина се налази на надморској висини од 372 m.

## Становништво
Према подацима из 2002. године у насељу је живело 73 становника, од којих су сви румунске националности.